# Małżeństwo osób tej samej płci na Malcie
     Małżeństwo
     Rejestrowany związek partnerski
     Konkubinat
     Konstytucja definiuje małżeństwo jako związek kobiety i mężczyzny
     Związki jednopłciowe nieuznawane

Status prawny związków osób tej samej płci w Europie:
Małżeństwo
Rejestrowany związek partnerski
Konkubinat
Konstytucja definiuje małżeństwo jako związek kobiety i mężczyzny
Związki jednopłciowe nieuznawane

Małżeństwa osób tej samej płci są legalne na Malcie od 2017. Ustawa wprowadzająca poprawki do prawa małżeńskiego została przyjęta przez parlament 12 lipca 2017 większością 66 do 1. Ustawę poparła zarówno rządząca Partia Pracy, jak i opozycyjna Partia Narodowa.